# Боекомплект
Боекомплект (боен комплект, Б/К) е количеството боеприпаси, установени на единица оръжие (картечница, оръдие, гранатомет и тем подобни) или бойната машина, за боя.
Дадената лексикална единица се използва в две значения. В качеството на разчетна-снабдителна единица при планирането на материално-техническото осигуряване на военните (бойните) действия. В рамките на материално-техническото осигуряване се определят четири вида бойни комплекта за:
- оръдия
- подразделения
- части
- съединения.

В другото си значение е тактико-техническа характеристика на системата, употребявана в действията на военната авиация, зенитните самоходни установки (ЗСУ) и зенитните ракетно-пушечни комплекси (ЗРПК), снабдени със скорострелни малокалибрени автоматични оръдия (автоматични оръдия). Тук боекомплекта е броя изстрели, изстрелването на които не снижава зададения гарантиран темп на стрелба и параметрите на ефективност на поразаващото действие на пушечния комплекс.

## Танк
На съвременния руски основен боен танк (ОБТ) Т-90 боекомплекта, за който в танка е предвидено място за разполагане на боеприпасите включва в себе си, за:
- оръдие – 42 единици 125 mm изстрела, с разделно зареждане, четири типа: с управляема ракета, бронебойно-подкалибрени, бронебойно-кумулативни и осколочно-фугасни снаряди;
- 7,62 mm сдвоената картечница – 2000 патрона;
- 12,7 mm картечница ЗК – 300 патрона;
- 5,45 mm автомата АКС74 – 450 патрона;
- за сигналния пистолет – 12 сигнални ракети;
- 10 единици ръчни гранати, тип Ф-1 или ръчни отбранителни гранати (РГО);
- 12 единици гранати, тип ЗД17, за системата 902В на комплекса за оптико-електронна защита (при варианте без системата ТШУ-1 „Штора-1“ вместо гранатите ЗД17 в боекомплекта са включени гранатите ЗД6М.